# Beata Majewska
Beata Majewska (ur. 1 maja 1970 w Gliwicach) – polska pisarka, publikująca pod własnym nazwiskiem oraz pod pseudonimem Augusta Docher.

## Życiorys
Jest absolwentką Liceum Plastycznego w Bielsku-Białej oraz Uniwersytetu Ekonomicznego w Krakowie. Przez kilkanaście lat pracowała jako główna księgowa, a hobbystycznie zajmowała się stylizacją paznokci i prowadzeniem biznesu. 
Jej debiutancka powieść pod tytułem EPERU została wydana w 2015 i opublikowana pod pseudonimem Augusta Docher. W 2016 ukazały się kolejne dwie książki: powieść z gatunku romans Anatomia uległości oraz II część cyklu o Wędrowcach HABBATUM. W 2017 autorka zrezygnowała z dotychczasowej pracy zawodowej i zajęła się wyłącznie pisaniem powieści.

## Nagrody
Książka Najlepszy powód, by żyć (Augusta Docher), wydana przez OMGBooks Społeczny Instytut Wydawniczy „Znak” została nominowana w plebiscycie Książka Roku 2017 serwisu Lubimyczytać.pl w kategorii Literatura młodzieżowa.
Książka Konkurs na żonę zdobyła najwięcej głosów czytelników w plebiscycie Najlepsze książki na lato 2017 serwisu granice.pl.

## Twórczość

### Cykl Zapomnij, że istniałem (Beata Majewska)
- Zapomnij, że istniałem (2020)[4]
- Pamiętaj, że byłam (2020)[5]
- Obiecaj, że wrócisz (2021)[6]
- Powiedz, że zostaniesz (2021)[7]

### Seria o Wędrowcach (Augusta Docher)
- EPERU (2015)[8][9]
- HABBATUM (2016)[10]
- BATAWE (2018)[11]

### Trylogia kwiatowa (Beata Majewska)
- Konkurs na żonę (2017)[12][13]
- Bilet do szczęścia (2017)[14]
- Zdążyć z miłością (2017)[15]

### Trylogia owocowa (Beata Majewska)
- Baśnik (2018)[16]
- Moja twoja wina (2018)[17]
- Zapisane w chmurze (2018)[18]

### Pozostałe (Beata Majewska)
- Zastępcza miłość (2019)[19][20]

### Pozostałe (Augusta Docher)
- Anatomia uległości (2016)[21][22]
- Najlepszy powód, by żyć (2017)[23][24]
- Kryształowe serca (2017)[25]
- Cała ja (2018)[26]
- Płatki wspomnień (2018)[27]

- Wiele powodów, by wrócić (2019)[28]
- Rozdroża (2019)[29]

### Cykl Kim dla ciebie jestem? (Beata Majewska)
- Kim dla ciebie jestem? (2021)[30]
- Jesteś dla mnie wszystkim (2021)[31]

### Cykl Jego wysokość (Beata Majewska)
- Jego wysokość (2021)[32]
- Jego druga żona (2021)[33]
- Jego wróg (2022)[34]
- Jego głosem (2022)[35]